# Piermont (Nuevo Hampshire)
Piermont es un pueblo ubicado en el condado de Grafton en el estado estadounidense de Nuevo Hampshire. En el Censo de 2010 tenía una población de 790 habitantes y una densidad poblacional de 7,65 personas por km².

## Geografía
Piermont se encuentra ubicado en las coordenadas 43°57′42″N 72°0′5″O / 43.96167, -72.00139. Según la Oficina del Censo de los Estados Unidos, Piermont tiene una superficie total de 103.21 km², de la cual 99.64 km² corresponden a tierra firme y (3.46%) 3.57 km² es agua.

## Demografía
Según el censo de 2010, había 790 personas residiendo en Piermont. La densidad de población era de 7,65 hab./km². De los 790 habitantes, Piermont estaba compuesto por el 97.22% blancos, el 0.13% eran afroamericanos, el 0.38% eran amerindios, el 0.89% eran asiáticos, el 0% eran isleños del Pacífico, el 0% eran de otras razas y el 1.39% pertenecían a dos o más razas. Del total de la población el 0.76% eran hispanos o latinos de cualquier raza.